# 白石垦殖场
白石垦殖场，是中华人民共和国江西省吉安市井冈山市下辖的一个类似乡级单位。

## 行政区划
下辖以下地区：
乌石垅农场生活区、太阳坪林场生活区和中江坪分场生活区。